# Liste des cardinaux créés par Victor II
Le pape Victor II (1055-1057)  a créé 5  cardinaux dans 2 consistoires.

## 1055
- Pietro, évêque de Labico our Frascati
- Giovanni, évêque de Tivoli

## 1057
- Benedetto, évêque de Frascati
- Bennone
- Aribone